# Adèrids
Els adèrids (Aderidae) són una família de coleòpters polífags que tenen l'aparença de formigues. La família conté uns 50 gèneres i 900 espècies, la majoria són tropicals encara que es distribueixen per tot el món.

## Característiques
Igual que la família Anthicidae, el cap és estret en front del pronot formant un coll. Els ulls són peluts amb un aspecte granular. Els dos primers esternits abdominals estan fusionats, i només en alguns grups la sutura es encara visible. La mida oscil·la entre 1 i 4 mm. La majoria dels adults es troben en el revers de les fulles d'arbustos i arbres, mentre que les larves s'han trobat a la fusta en descomposició, fullaraca, i els nius d'altres insectes.

## Taxonomia
Els adèrids inclouen les següents tribus i subtribus:
- Tribu Aderini Csiki, 1909
  - Subtribu Aderina Csiki, 1909
  - Subtribu Cnopina Báguena Corella, 1948
  - Subtribu Gompeliina Bouchard, 2011
  - Subtribu Syzetoninina Báguena Corella, 194
- Tribu Emelinini Báguena Corella, 1948
- Tribu Euglenesini Seidlitz, 1875
  - Subtribu Euglenesina Seidlitz, 1875
  - Subtribu Pseudolotelina Báguena Corella, 1948
- Tribu Phytobaenini Báguena Corella, 1948

## Gèneres
Segons la Universitat de Texas A&M, els adèrids inclouen els següents gèneres:
- Aderus
  - Aderus pallidicolor (espècie)
- Agacinosia
- Agenjosia
- Anidorus
- Ariotus
- Axylophilus
- Beltranosia
- Candidosia
- Carinatophilus
- Cnopus
- Cobososia
- Dusmetosia
- Elonus
- Emelinus
- Escalerosia
- Euglenes
- Ganascus
- Gonzalosia
- Gymnoganascus
- Hintonosia
- Megaxenus
- Menorosia
- Mixaderus
- Otolelus
- Phytobaenus
- Pseudananca
- Pseudanidorus
- Pseudariotus
- Pseudolotelus
- Saegerosia
- Scraptogetus
- Syzeton
- Syzetonellus
- Syzetoninus
- Tokiophilus
- Vanonus
- Xylophilus
- Zarcosia
- Zonantes